# Kleiner Regen
Der Kleine Regen (tschechisch: Malá Řezná) ist der linke Oberlauf des Schwarzen Regen im Böhmerwald im Okres Klatovy, Region Pilsen in Tschechien und Landkreis Regen, Bayern in Deutschland. Nach einem etwa 19 km langen Lauf in westliche Richtungen, bald und längstenteils in Bayern, vereint sich er bei Zwiesel mit dem Großen Regen.

## Geographie

### Verlauf
Die Quelle des Kleinen Regen befindet sich in Tschechien im Národní park Šumava (Nationalpark Böhmerwald) am Berg Medvedí hora (1224 m) im Roklanský Les (Rachelwald). Der Kleine Regen verläuft nach Nordwesten, überquert nach etwa einem Kilometer die Staatsgrenze nach Deutschland und erreicht dort den Nationalpark Bayerischer Wald. Am Fuße des Großen Rachel fließt der Kleine Regen bei der Einöde Schachten an der „Regenschwelle“ vorbei und durchläuft danach die Trinkwassertalsperre Frauenau. An der Stelle, wo der Kleine Regen in den Stausee fließt, verlässt er den Nationalpark. Bei Zwieselau mündet ihm sein größter Nebenfluss Flanitz zu. Begleitet von der Waldbahn und der Staatsstraße 2132 fließt der Kleine Regen nach Zwiesel. Dort vereinigt er sich als kürzerer (19 km) und wasserärmerer (2,8 m³/s) Quellfluss mit dem Großen Regen (24 km, 5,2 m³/s) zum Schwarzen Regen.

Kleiner Regen
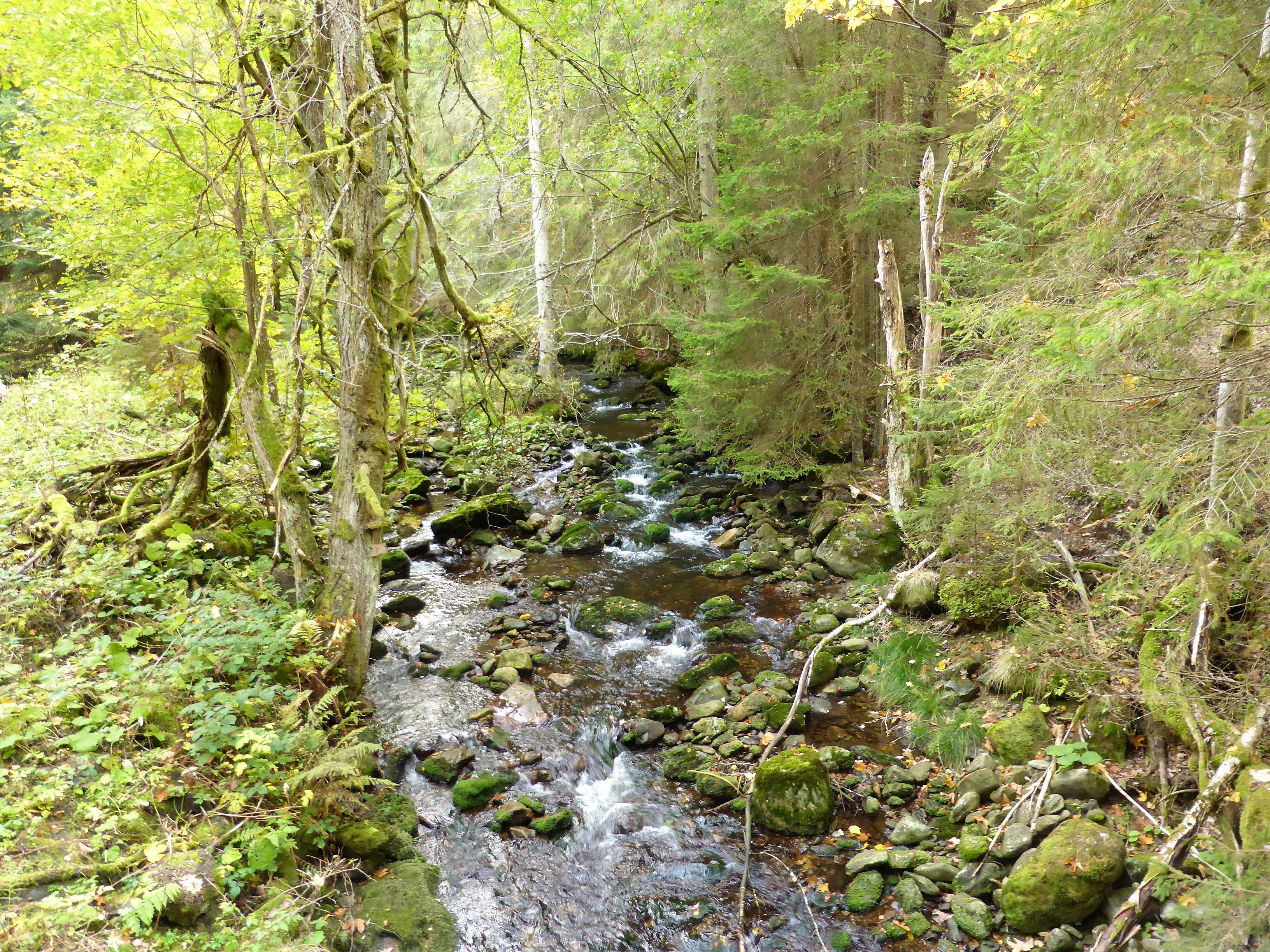
Vor der Trinkwassertalsperre
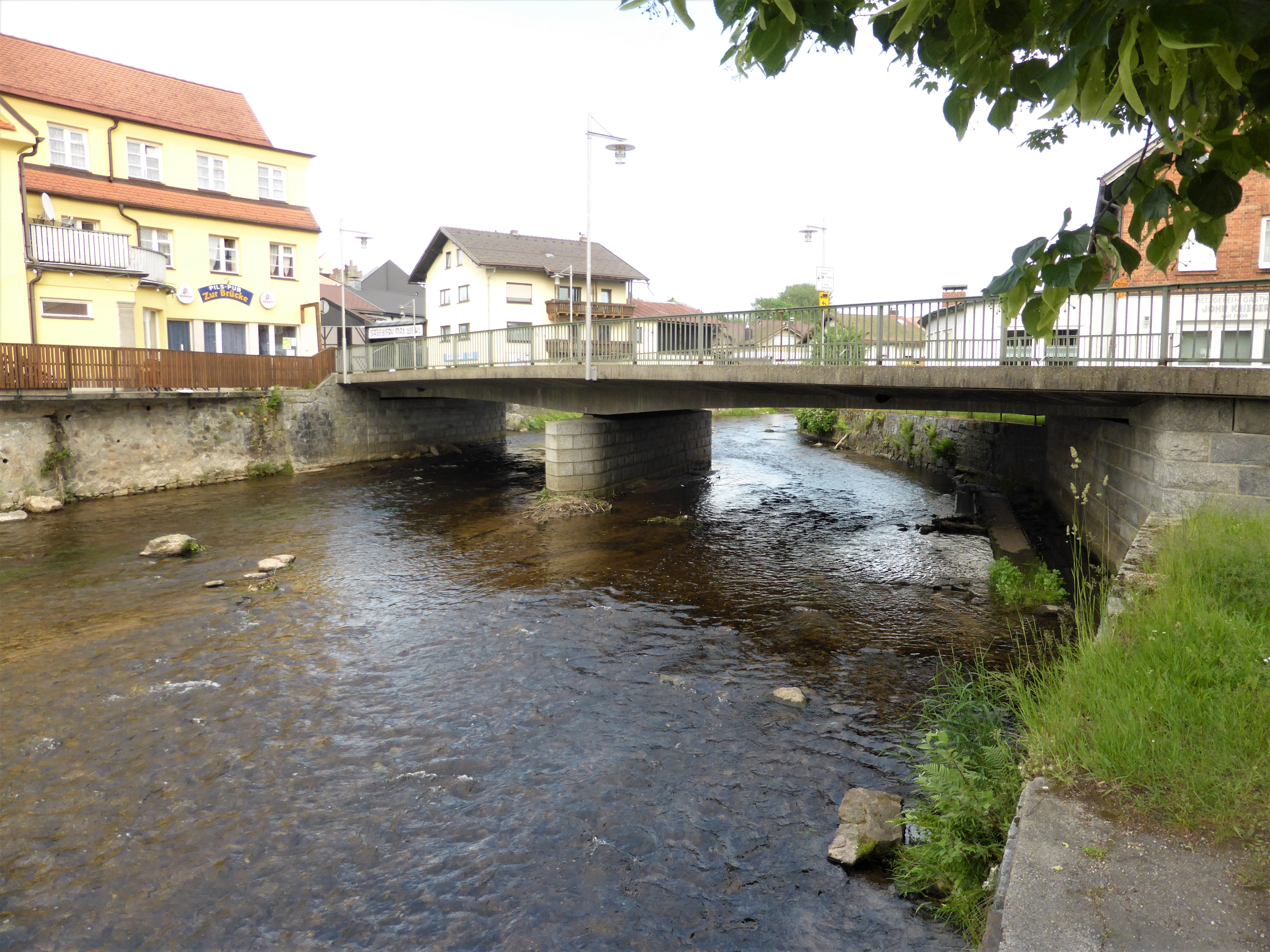
In Zwiesel
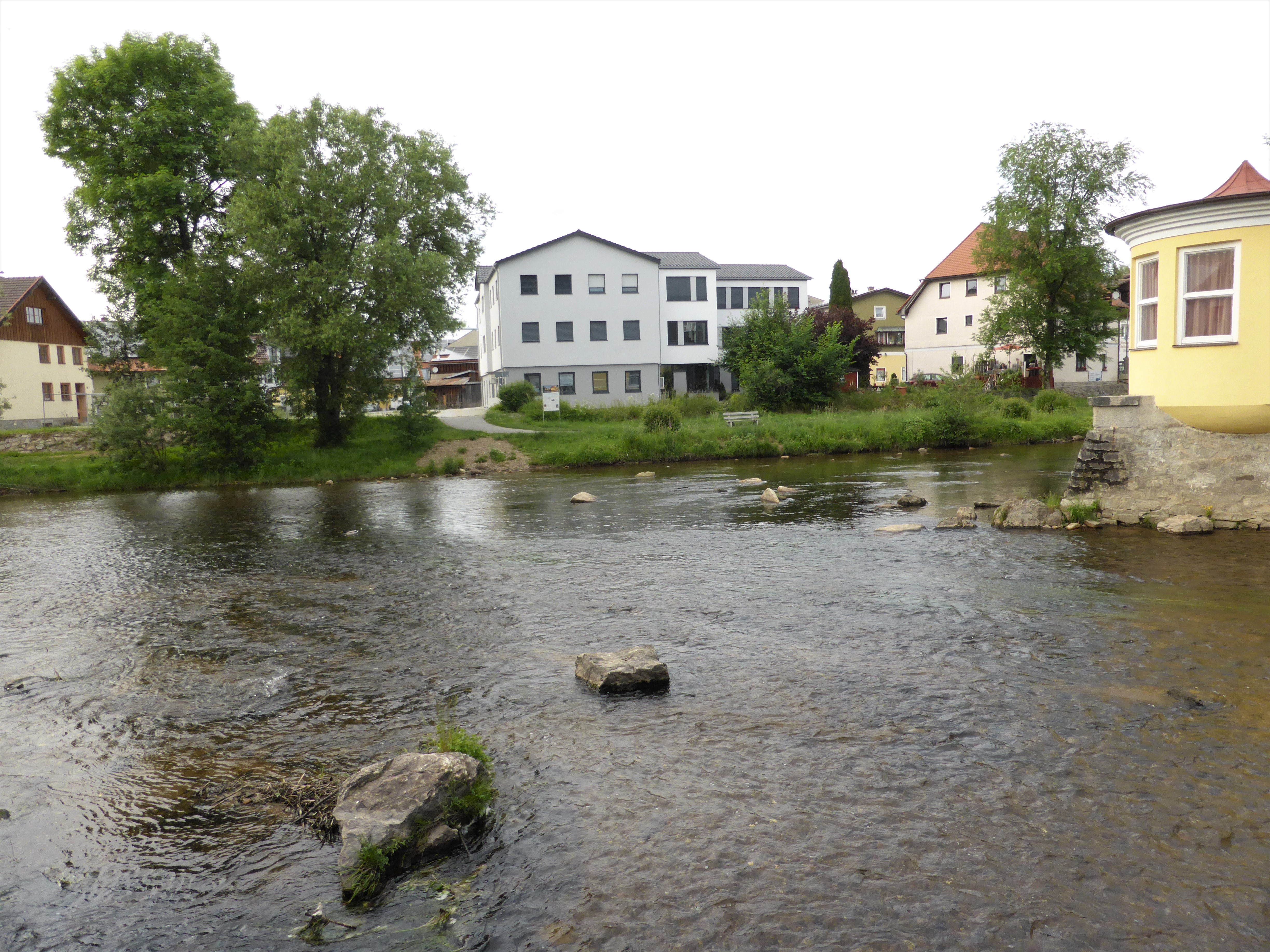
Zusammenfluss mit dem Großen Regen

### Zuflüsse
Von der Quelle zur Mündung. Gewässerlänge und Einzugsgebiet nach dem amtlichen Gewässerverzeichnis. Andere Quellen für die Angaben sind vermerkt.
Auswahl.
- Großer Rachelbach (links, vor Frauenau-Schachten)
- Kleiner Rachelbach (links, vor Frauenau-Schachten)
- Verlorner Schachtenbach (rechts, vor Frauenau-Schachten)
- Marchbachl oder Marchbach (rechts, nach Frauenau-Schachten)
- Zaisenbach (links, vor Trinkwassertalsperre Frauenau)
- Hirschbach (rechts, in Trinkwassertalsperre Frauenau), 5,8 km und 9,5 km²
- Große Seige (rechts, in Trinkwassertalsperre Frauenau)
- Hochlieger Baumbach (links, in Trinkwassertalsperre Frauenau)
- Steinige Seige (links, in Trinkwassertalsperre Frauenau)
- Kleine Seige (rechts, in Trinkwassertalsperre Frauenau)
- Pommerbach (rechts, nordwestlich von Frauenau), 8,0 km und 13,8 km²
- Flanitz (links, vor Lindberg-Dampfsäge), 16,9 km und 23,9 km²
- Rothbach (rechts, nach Lindberg-Dampfsäge)
- Mühlbach oder Wallerbachl (rechts, vor Zwiesel)
- Zachgraben (links, bei Zwiesel-Lichtenthal)
- Prulisbach (links, gegenüber Zwiesel)
- (Prulisbachl?) (links, gegenüber Zwiesel)